# Kansk
Kansk (tiếng Nga: Канск) là một thành phố Nga bên tả ngạn sông Kan. Thành phố này thuộc chủ thể Krasnoyarsk Krai. Thành phố có dân số 86.816 người (theo điều tra dân số năm 2021). Đây là thành phố lớn thứ 158 của Nga theo dân số năm 2002. Dân số qua các thời kỳ: 94,230 (Điều tra dân số 2010); 103,000 (Điều tra dân số 2002); 109,607 (Điều tra dân số năm 1989).
Thành phố là nơi có Căn cứ không quân Kansk và có tuyến đường sắt xuyên Xibia chạy qua.
Được thành lập năm 1628 (năm 1636, nó đã được chuyển đến vị trí hiện tại của nó) làm một pháo đài Nga, nó là một trung tâm của lưu vực than non Kansk-Achinsk, đầu những năm 1980 đã được phát triển thành một trong những khu vực mỏ than đá lớn nhất của Liên Xô. Nó cũng có bông, gỗ, thủy phân và các ngành công nghiệp thực phẩm.